# 134.º Batallón de Comunicaciones Aéreas
El 134.º Batallón de Comunicaciones Aéreas (134. Luft-Nachrichten-Abteilung) fue una unidad de la Luftwaffe durante la Segunda Guerra Mundial.

## Historia
Fue formado en enero de 1942 en Leipzig, a partir del 122.° Batallón Aéreo de Comunicaciones:
- Grupo de Estado Mayor/134.° Batallón de Comunicaciones Aérea desde el Grupo de Estado Mayor/122.° Batallón de Comunicaciones Aéreas.
- 1.ª Escuadra/134.° Batallón de Comunicaciones Aérea desde la 1° Escuadra/122.° Batallón de Comunicaciones Aéreas.
- 2.ª Escaudra/134.° Batallón de Comunicaciones Aérea/Nuevo.

La 3.ª Escuadra/134.° Batallón de Comunicaciones Aérea fue formada en 1943.

## Orden de Batalla
Organización del 1 de enero de 1945:
- Grupo de Estado Mayor/134.º Batallón de Comunicaciones Aérea en Leipzig-Schönau.
- 1.ª Escuadra/134° Batallón de Comunicaciones Aérea en Leipzig-Schönau (Compañía de Ingenieros de Telégrafos).
- 2.ª Escuadra/134° Batallón de Comunicaciones Aérea en Leipzig-Schönau (Compañía de Personal de Comunicaciones).
- 3.ª Escuadra/134° Batallón de Comunicaciones Aérea en Leipzig-Schönau (Compañía Centro de Aviones de Alerta).

## Servicios
- enero de 1942 – mayo de 1945: en Leipzig bajo la 14.ª División Antiaérea.